# Daytona Beach Open
Il Daytona Beach Open è un torneo professionistico di tennis giocato su campi in terra verde. Fa parte dell'ITF Women's Circuit. Si gioca annualmente a Daytona Beach in USA.

## Albo d'oro

### Singolare
| Anno | Campionessa    | Finalista   | Punteggio |
| ---- | -------------- | ----------- | --------- |
| 2014 | Anna Tatišvili | Allie Kiick | 6–1, 6–3  |

### Doppio
| Anno | Campionesse                    | Finaliste                | Punteggio              |
| ---- | ------------------------------ | ------------------------ | ---------------------- |
| 2014 | Nicole Melichar Teodora Mirčić | Asia Muhammad Allie Will | 6(5)–7, 7–6(1), [10–1] |